# Taufbecken (Wittislingen)

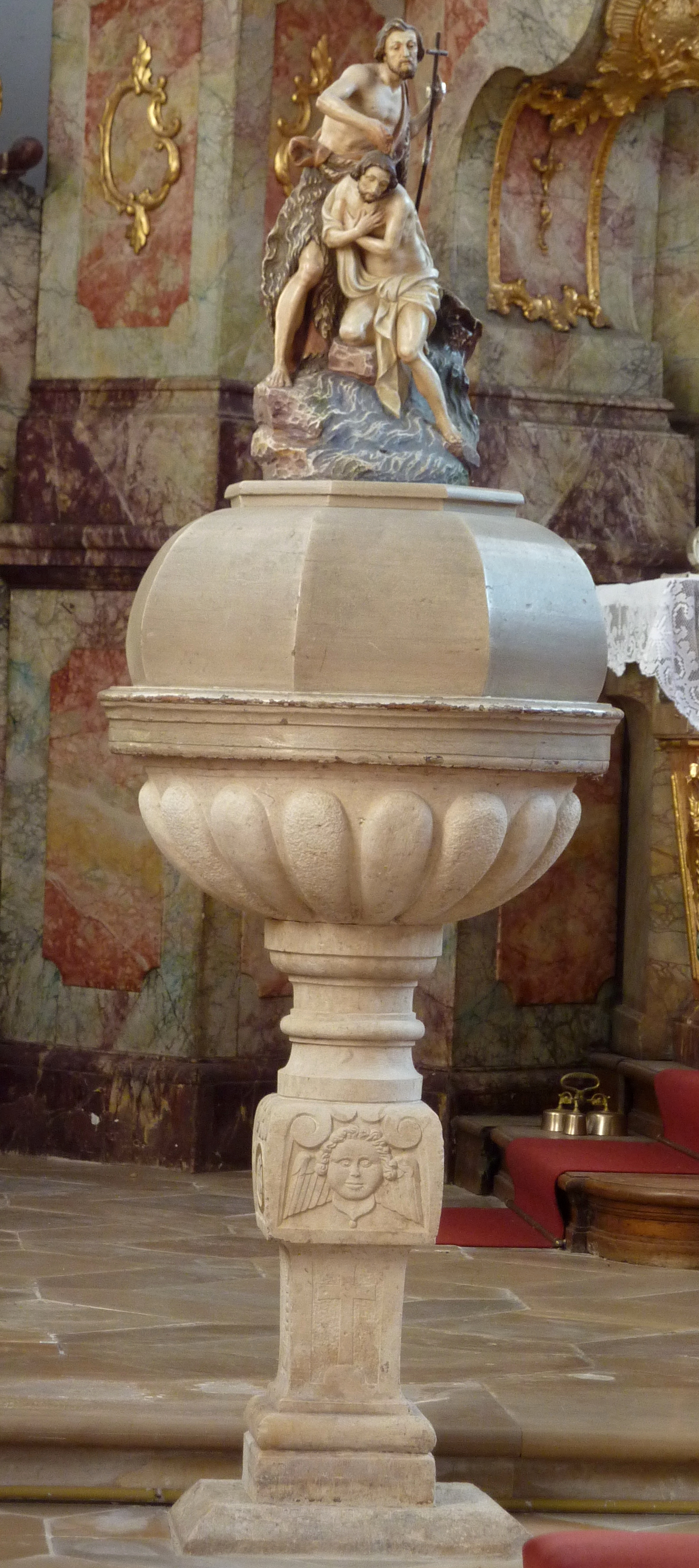
Taufbecken in Wittislingen

Das Taufbecken in der katholischen Pfarrkirche St. Ulrich und Martin in Wittislingen, einer Gemeinde im Landkreis Dillingen an der Donau im bayerischen Regierungsbezirk Schwaben, wurde in der zweiten Hälfte des 17. Jahrhunderts geschaffen. Das Taufbecken ist als Teil der Kirchenausstattung ein geschütztes Baudenkmal.
Das Taufbecken aus Kalkstein, mit der typischen Godronierung im Stil des Barocks, wurde vermutlich von Felix Liebendorfer aus Wittislingen geschaffen. Es besteht aus einer Muschelschale auf quadratischem Balusterfuß mit Kreuz, lilie, Quaste und Tulpe. 
Am Schaft des Balusterfußes sind die Monogramme Christi und Mariens, das Herz Jesu und ein Engelskopf eingraviert.
Der Holzdeckel mit der Darstellung der Taufe Jesu durch Johannes stammt aus späterer Zeit.